# Badia di Sant’Arcangelo

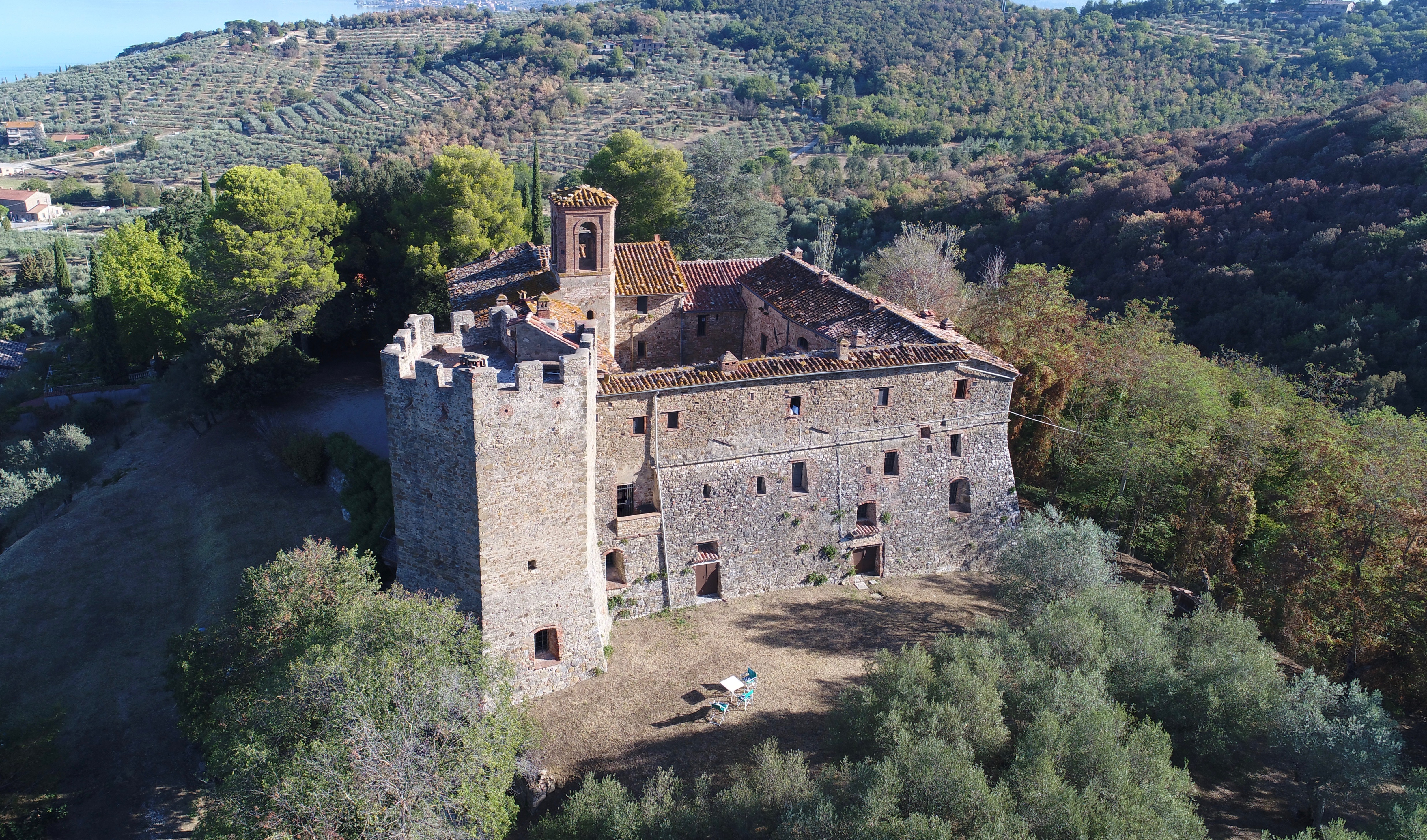
Badia di Sant’Arcangelo

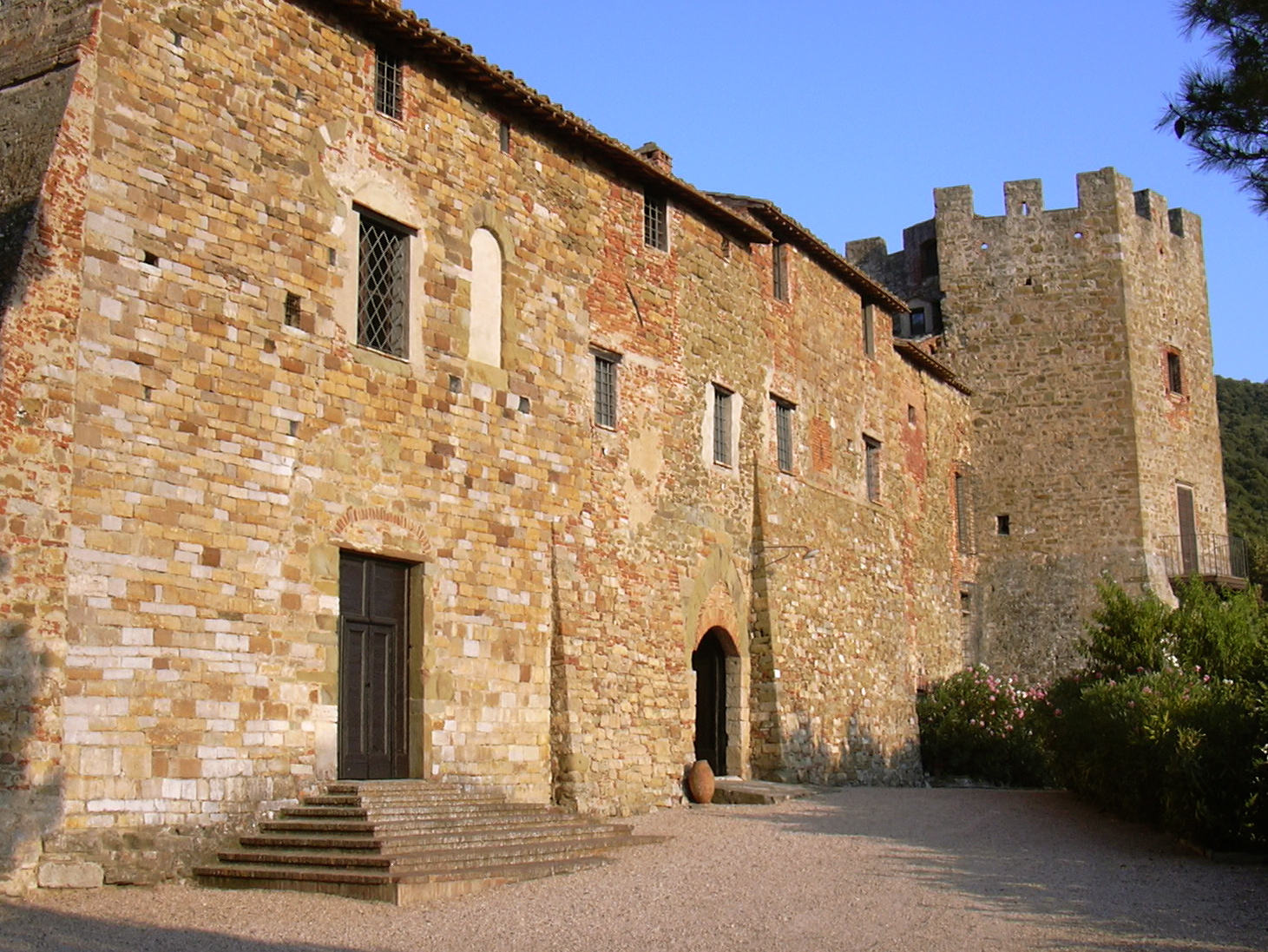
Westseite

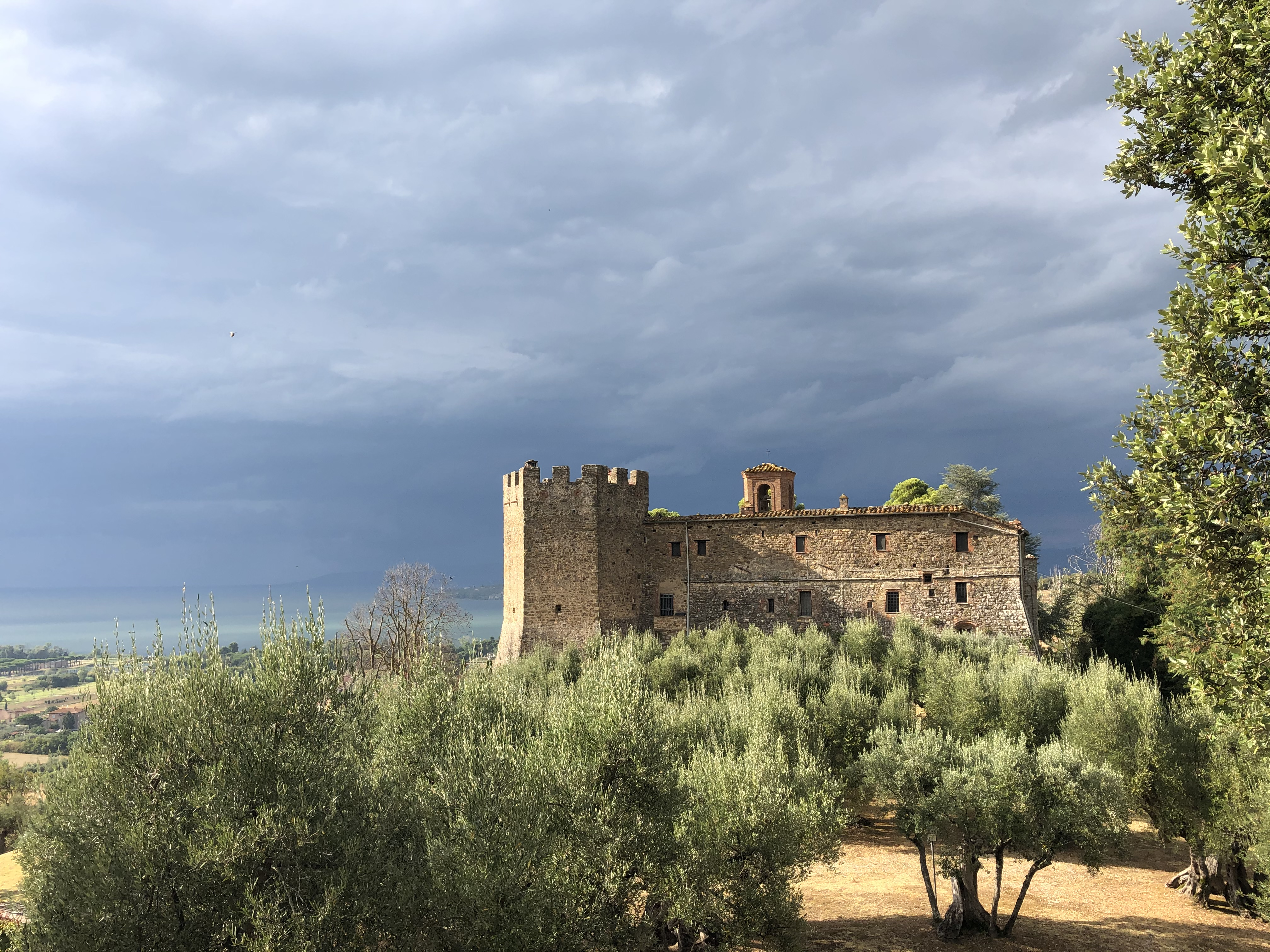
Südseite

Die Badia di Sant’Arcangelo („Abtei zum heiligen Erzengel“) ist eine ehemalige Benediktinerabtei, entstanden um das Jahr 1000. Sie liegt oberhalb des Dorfes Sant’Arcangelo auf dem Gemeindegebiet von Magione am Südostufer des Trasimenischen Sees in der italienischen Region Umbrien.

## Bau
Die Anlage mit weitem Rundblick auf den See liegt auf einem Hügel am Abhang eines bewaldeten Berghanges. Die wuchtige Architektur zeigt Spuren von zahlreichen Veränderungen und Umbauten, die von den jeweiligen Besitzern vorgenommen wurden. Augenfällig ist immer noch ihr Zweck als religiöser Bau, verbunden mit einem ausgeprägten Festungscharakter. Sichtbar sind die Frontseite der romanischen Kirche, die zur Abtei gehörte, und die wuchtigen Fundamente mit den für Festungen typischen schmalen Öffnungen. Im Laufe der Zeit wurde der Festungscharakter betont durch hinzugefügte Türme, Zinnen und Schießscharten, die heute noch am Turm zu erkennen sind. Der Bau wurde in mehreren Phasen vergrößert. Dies ist an ehemals äußeren Mauern erkennbar, die heute eingeschlossen sind, sowie an Öffnungen, die heute nach innen weisen.
Die ganze Anlage bildet ein unregelmäßiges Rechteck, in dessen Zentrum ein Innenhof mit einem tiefen Ziehbrunnen liegt. An seiner nördlichen Seite steht die dem Heiligen Michael geweihte Kirche mit Campanile, im Südosten steht ein bergfriedartiger, zinnenbewehrter Turm.

## Geschichte
Das befestigte Kloster wurde um das Jahr 1000 als Teil eines Verteidigungswalls am Ostufer des Trasimenischen Sees erbaut. Dieser bestand aus den befestigten Siedlungen San Feliciano, Monte del Lago, Zocco und San Savino. Damals hieß das Dorf Sant’Arcangelo Aiola, der Berg Marzolanus.
1014 zählt das Kloster zu den zahlreichen Besitztümern, die Kaiser Heinrich II. der Abtei Farneta in der Diözese von Arezzo zuerkannte. Auf das 11. Jahrhundert geht auch die Krypta zurück. 1206 zählt Papst Innozenz III. auch Sant’Arcangelo „mit seinem ganzen Besitz“ zu den vom Bischof von Perugia abhängigen Kirchen. 1238 bestätigte Papst Gregor IX. die Zugehörigkeit des Klosters zu Santa Maria di Farneta. Es hatte jeweils am Auffahrtstag eine jährliche Gebühr von 2 Maß Öl, 10 Maß Weizen und 20 Maß Wein zu entrichten.
Die Abhängigkeit von Farneta wurde gegen 1420 unterbrochen, denn um 1332 regierte ein Abt autonom über Sant’Arcangelo. Das Verhältnis zu Farneta und San Pietro blieb trotzdem recht eng, was aus häufigen Aufträgen der Äbte dieser Klöster an den Abt von Sant’Arcangelo zu erkennen ist.
1361 war die Kirche von Sant’Arcangelo im Grundbuch der Gemeinde Perugia eingetragen, zum bescheidenen Wert von 2 „Schweren Lire“ und 10 „Groschen“. Dieser Wert stieg aber, vor allem dank dem Zuwachs der Güter von Santa Maria di Ancaelle, die Sant’Arcangelo 1409 gesamthaft zufielen. Der höchste Wert betrug 1712 „Schwere Lire“.

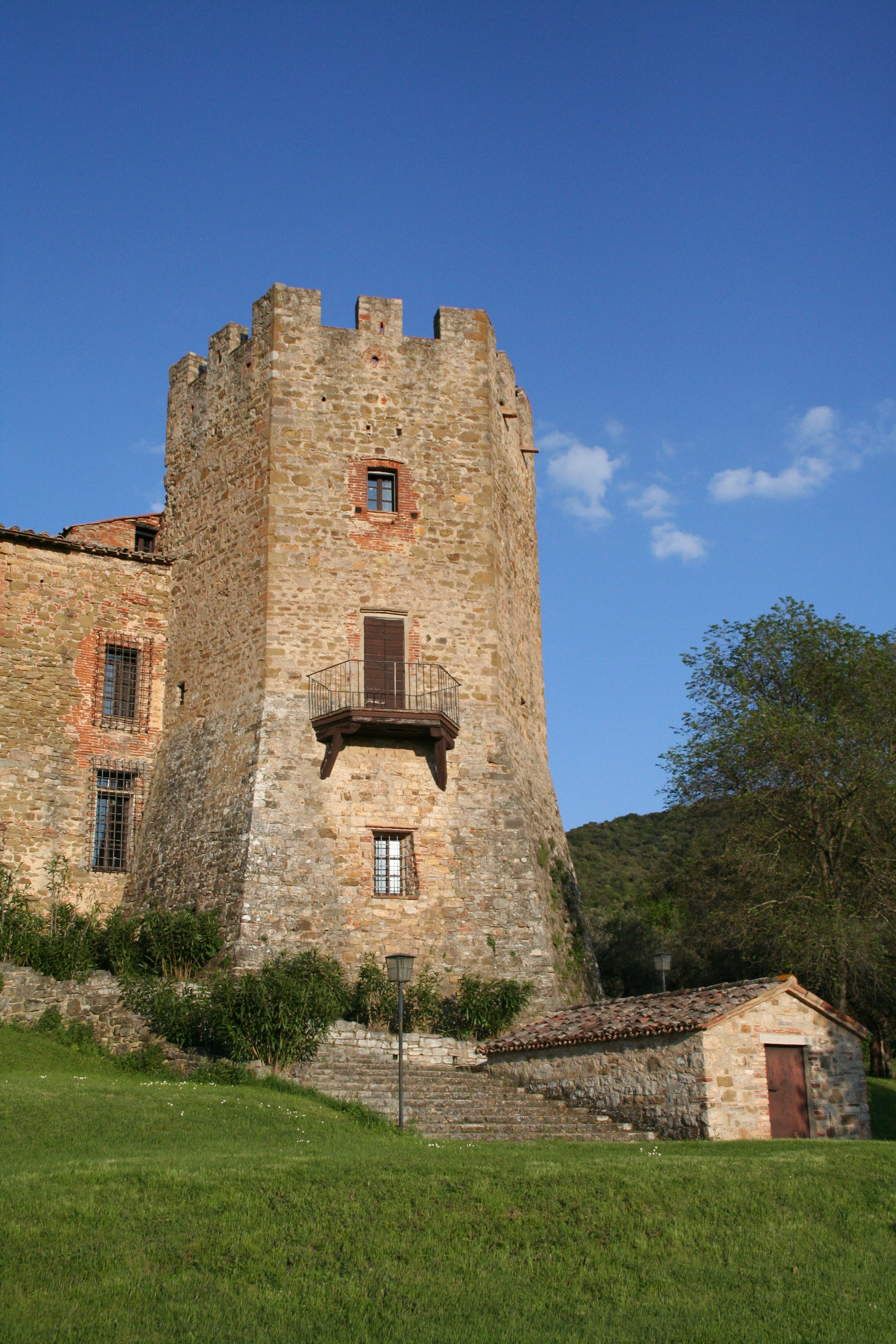
Turm

1376 baute Perugia seine Befestigungslinie aus, vor allem an den traditionell neuralgischen Punkten am Trasimenischen und am See von Chiusi; dabei erhielt die Abtei Sant’Arcangelo Waffen und Munition und wurde burgartig verstärkt.
Gegen Ende des 14. Jahrhunderts war das Kloster kaum noch bewohnt, am Anfang des 15. Jahrhunderts lebten keine Mönche vor Ort. Unklar ist, ob dies neben dem ungünstigen Klima und Malaria noch auf andere Gründe zurückzuführen ist. Das ungünstige Klima rührte von den großen Sümpfen am Seeufer, die Mücken als Brutgebiete dienten.
Um 1420 interessierte sich Monsignore Benedetto Guidalotti († 18. August 1429 in Perugia), späterer Bischof von Recanati und Begründer des Kollegiums der Neuen Wissenschaften in Perugia, für das jetzt leer stehende Bauwerk. Er erhielt von Papst Martin V. am 19. Dezember 1425 die ewige Herrschaft über das Kloster und die umliegenden Ländereien. Eine zweite Bulle vom 20. April 1426 präzisiert, dass die genannten Güter dem neuen Kollegium auf ewige Zeiten zugeschlagen werden sollen. Dies wird 1429 und 1430 bestätigt. 1488 wurde die päpstliche Bestimmungen im Grundbuch Perugias bestätigt, welche das Klostergebäude im Verzeichnis des Kollegiums der Neuen Wissenschaften aufführt. Auch die Grundbucheintragungen von 1605 und 1786 bestätigen die unveränderte Zugehörigkeit des Gutes, das dem Kollegium bis zum Anfang des 19. Jahrhunderts unterstand.
Die Ländereien um Sant’Arcangelo wurden zur „ewigen Besiedlung“ angeboten, weil niemand sie bebauen wollte. Schließlich wurden sie von einer Gemeinschaft von Fahrenden wieder urbar gemacht und die Sümpfe am Fuß des Hügels trockengelegt. Noch 1763 bemerkte Bischof Amadei bei einem Besuch der Kirche: „Sie steht oberhalb einer Hanges mit ungesundem Klima“. Mit der Zeit führte das System der „ewigen Besiedlung“ zu Streitereien und belastete die Finanzen des Kollegiums so massiv, dass es beschloss, den gesamten Besitz zuerst für drei, dann für sechs und schließlich für neun Jahre zu verpachten.

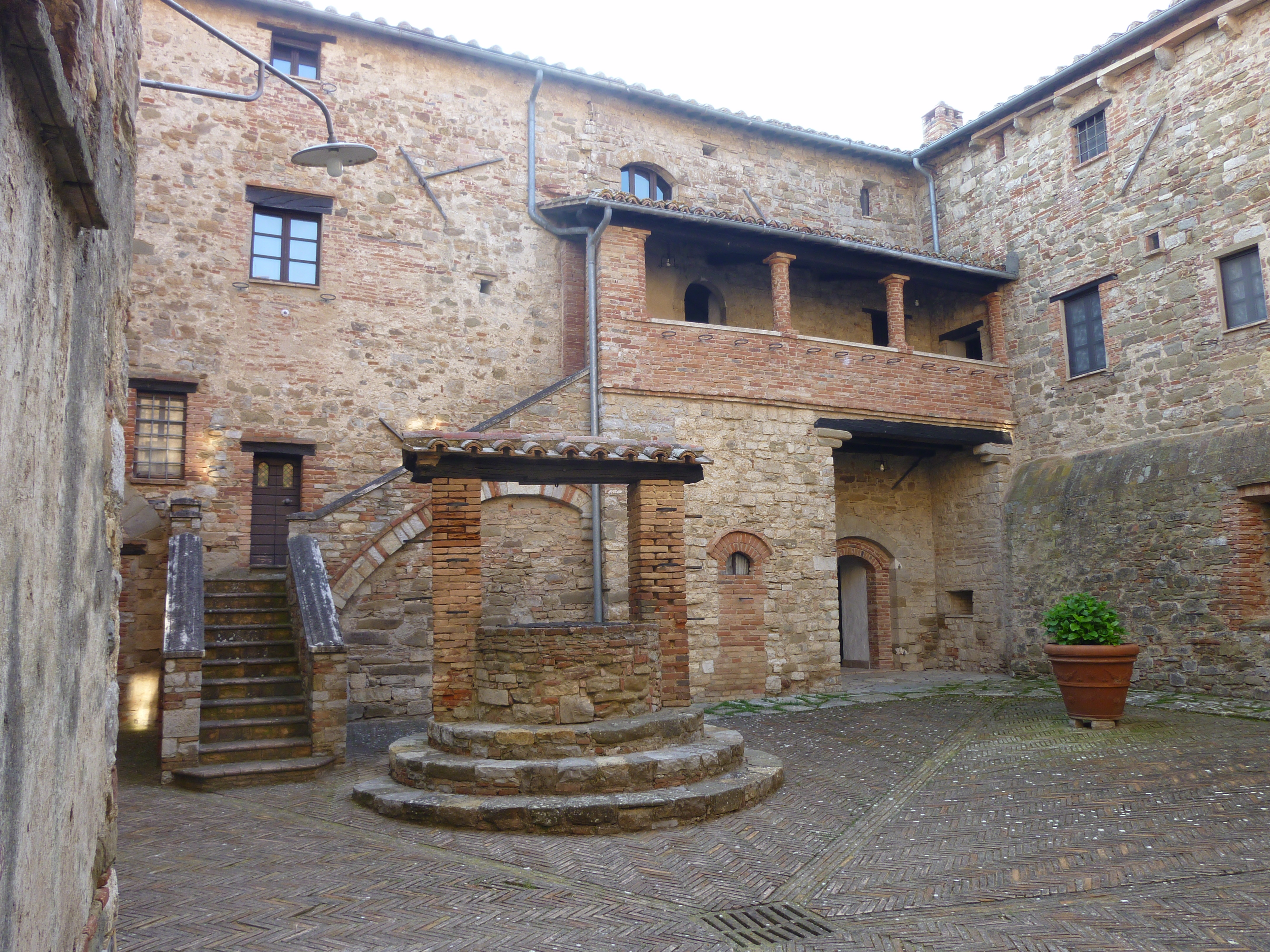
Hof

Im Mietvertrag von 1779 sind „Keller, Ölmühle, Weizen- und Öllager, Hausgerät für Wein und Öl in den Herrschaftshäusern“ aufgeführt. In der Mitte des 18. Jahrhunderts züchtete man Maulbeerbäume, die einen beträchtlichen Gewinn abwarfen. Durch das ganze 19. Jahrhundert registrierten die Hauptbücher des Kollegiums Ausgaben für Restauration und Schadenersatz für die Gebäude von Sant’Arcangelo, 1858 erkannte man die Notwendigkeit, „einen Ofen zu bauen, um die zur Restaurierung nötigen Ziegel herzustellen“. Zu jener Zeit wurde das Gebäude für verschiedene Zwecke verwendet und baulich angepasst. Der Innenraum des Klosters, wahrscheinlich einst von Lauben umgeben, wurde umgewandelt in einen Hof mit Ziehbrunnen, der, vor allem innen, während der Jahrhunderte nahezu unverändert blieb.

## Neuste Zeit

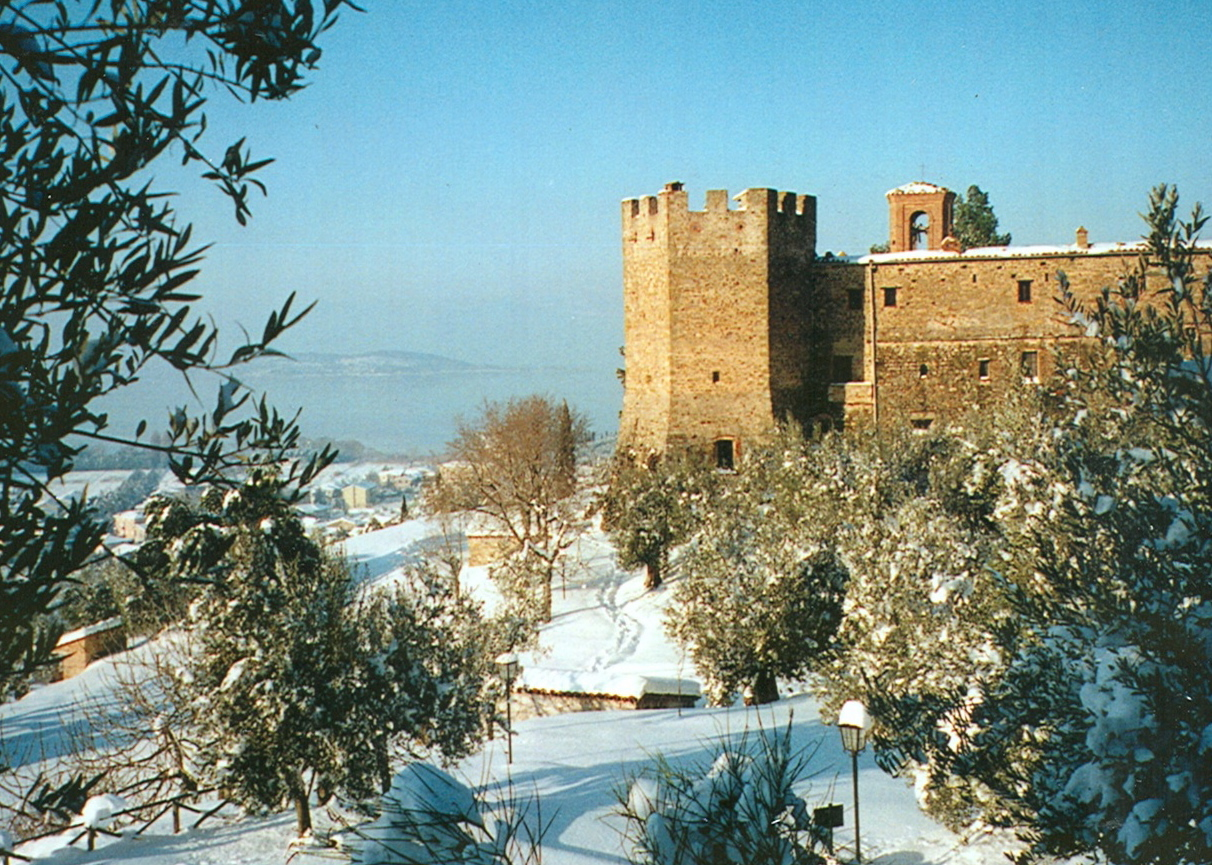
Im Winter

Nach 1901 gab das Kollegium der Wissenschaft nach jahrelangen Schwierigkeiten seine Erziehungs- und Lehrtätigkeit auf. Sein Besitz wurde noch ein paar Jahre lang von einem Administrativrat verwaltet, bis 1913 ein königlicher Kommissar ernannt wurde. Kurz vorher wurde beschlossen, das Landgut von Sant’Arcangelo zu verkaufen. Am 31. März 1913, notariell beglaubigt vom Notar Gianbattista Brizi, verkaufte das Heilige Kollegium das ganze Landwirtschaftsgut und das Abteigebäude dem Grafen Massimiliano Goutry, ausgenommen die Kirche, das Pfarrhaus und einen kleinen Garten. Wie aus Quittungen hervorgeht, kümmerte sich das Kollegium weiterhin um diese Reste. Am 16. April 1921 – notariell beglaubigt am 6. Mai – ging das Gut an das Römer Ehepaar Gastone Cerulli Irelli und Elena Vitali, die es bis 1935 behielten.
Am 9. Januar 1935 verkaufte es Notar Filippo Biarati an Carlo Bona und Valeria Delleani aus Turin, sie waren die letzten privaten Besitzer des Gebäudes, das zuletzt als Immobiliengesellschaft „Sant’Arcangelo“ Lorenzo Bona gehörte. Von ihm wurde es an die Gesellschaften „La Badia“ und „Targa Verde“ weiterverkauft.
Ende der 1970er Jahre wurde die ganze Anlage von einem Architekten aufgekauft, vollständig renoviert und unter strengen Auflagen der Denkmalpflege zu Wohnungen umgebaut. Zur Anlage gehört heute ein Swimmingpool, ein Tennisplatz sowie ein Olivenhain mit mehrhundertjährigen Bäumen.

## Kirche San Michele

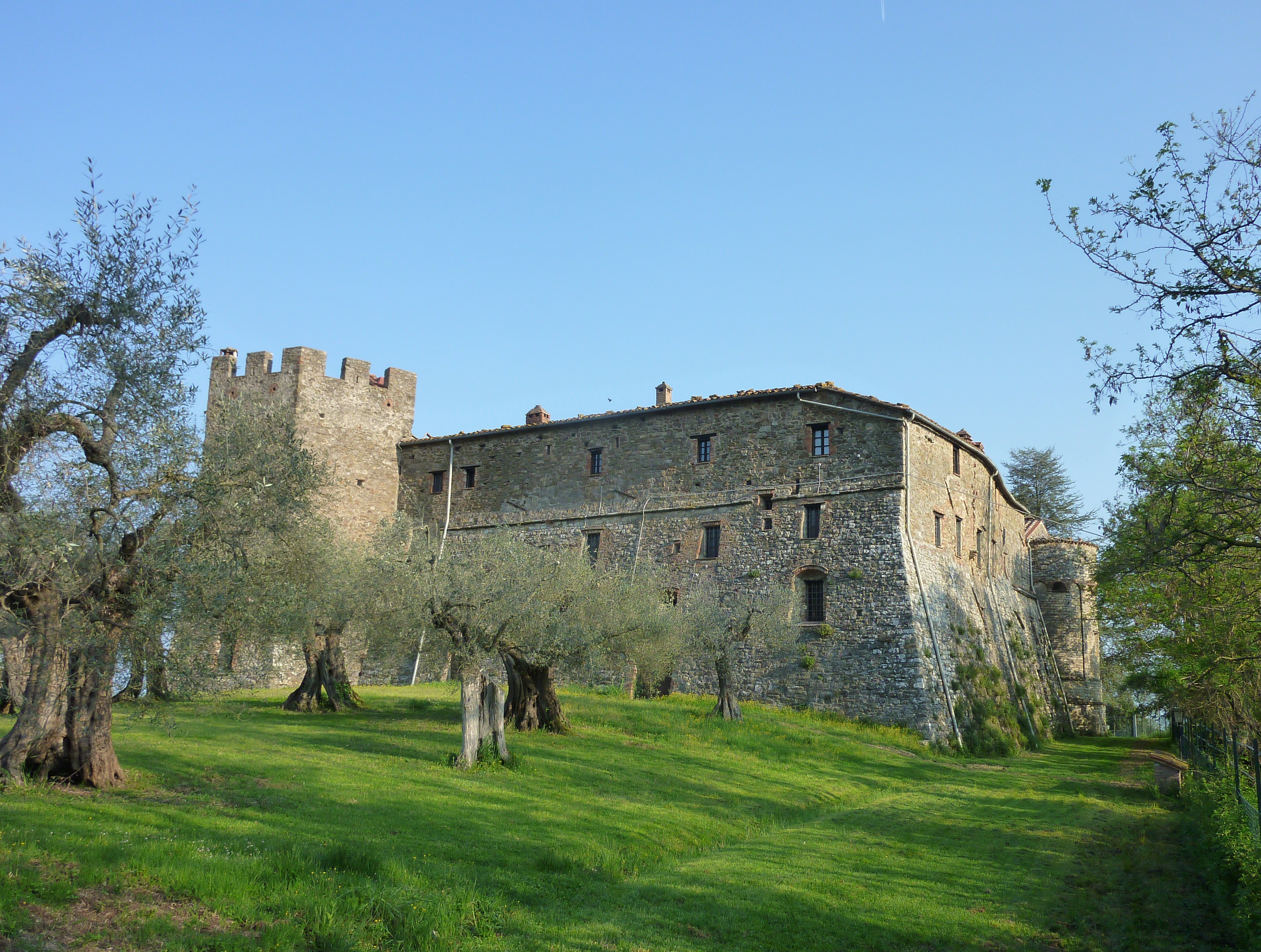
Garten, rechts hinten die Apsis

Die erste Kirche entstand im 11. Jahrhundert. 1565 wird festgehalten, dass die Kirche nebst einem Taufbecken auch einen Turm mit Glocke besaß. 1788 wurde entschieden, den alten Glockenturm aus dem 16. Jahrhundert wieder aufzubauen. Aus derselben Zeit sollen die Fresken der Kirche stammen, von denen heute noch eine Kreuzigung mit Engeln und Seraphinen sichtbar sind. Früher waren auf der Seite des Hochaltars auch ein Heiliger Girolamo und ein Erzengel Michael dargestellt. Auf einer anderen Seite der Kirche sind Überreste von älteren Fresken zu erkennen. Von den zwei Seitenaltären, anfangs von Baldachinen überdacht, wurde einer von einem Blitz beschädigt und 1817 von Grund auf neu erbaut. Die Apsis wurde vor unbekannter Zeit zugemauert; ihre Form ist noch an der Außenmauer sowie an der darüber liegenden Wohnung zu erkennen.
Heute steht links eine lebensgroße hölzerne Statue des Heiligen Antonius des Großen, rechts eine Statue der Heiligen Rita von Cascia. Die Kirche ist heute noch geweiht und wird zeitweise für Hochzeiten genutzt. Einmal jährlich findet ein Gottesdienst mit der Dorfbevölkerung und dem Pfarrer des Dorfes Sant’Arcangelo statt.

Innenraum der Kirche San Michele
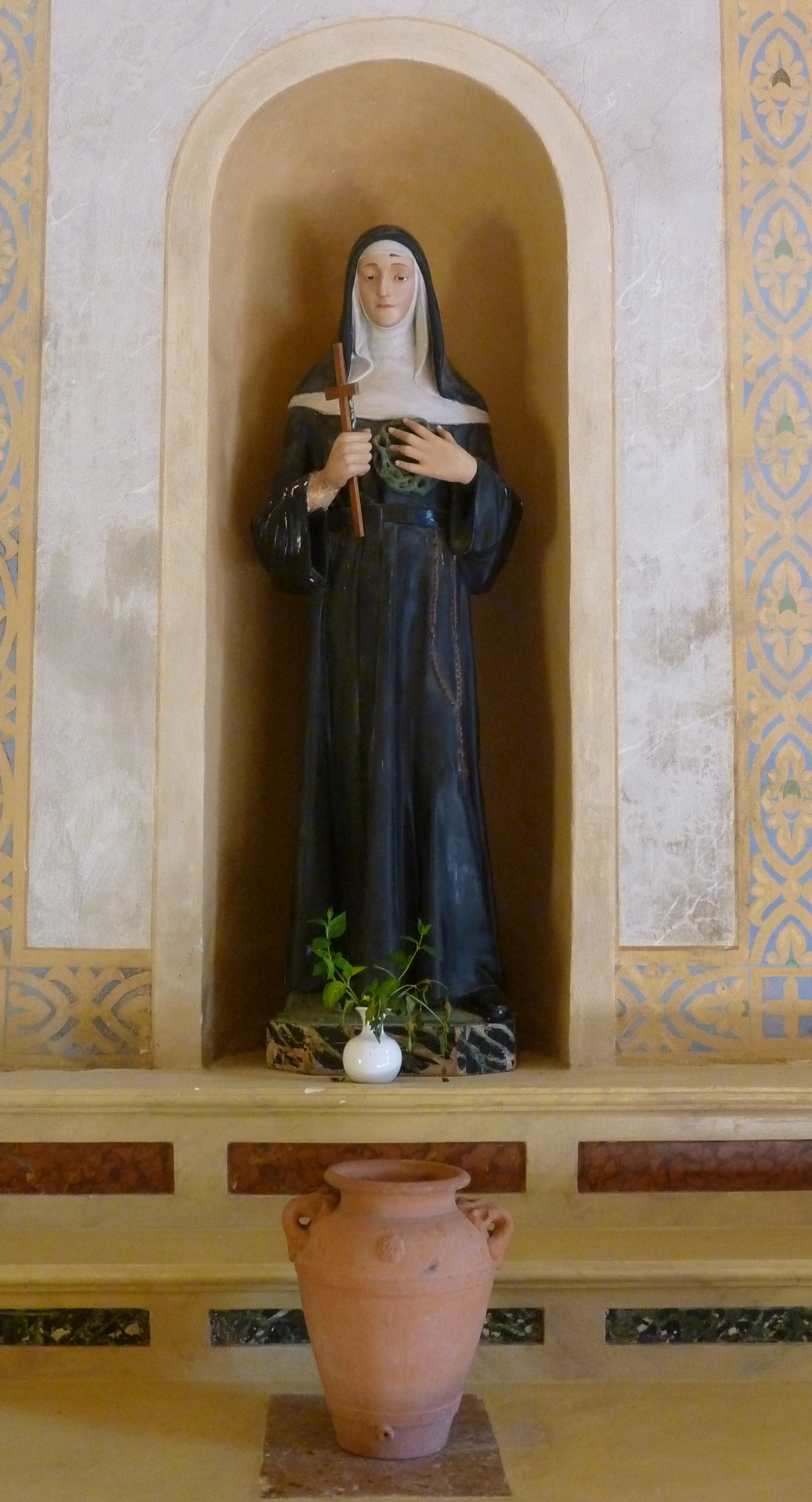
Santa Rita
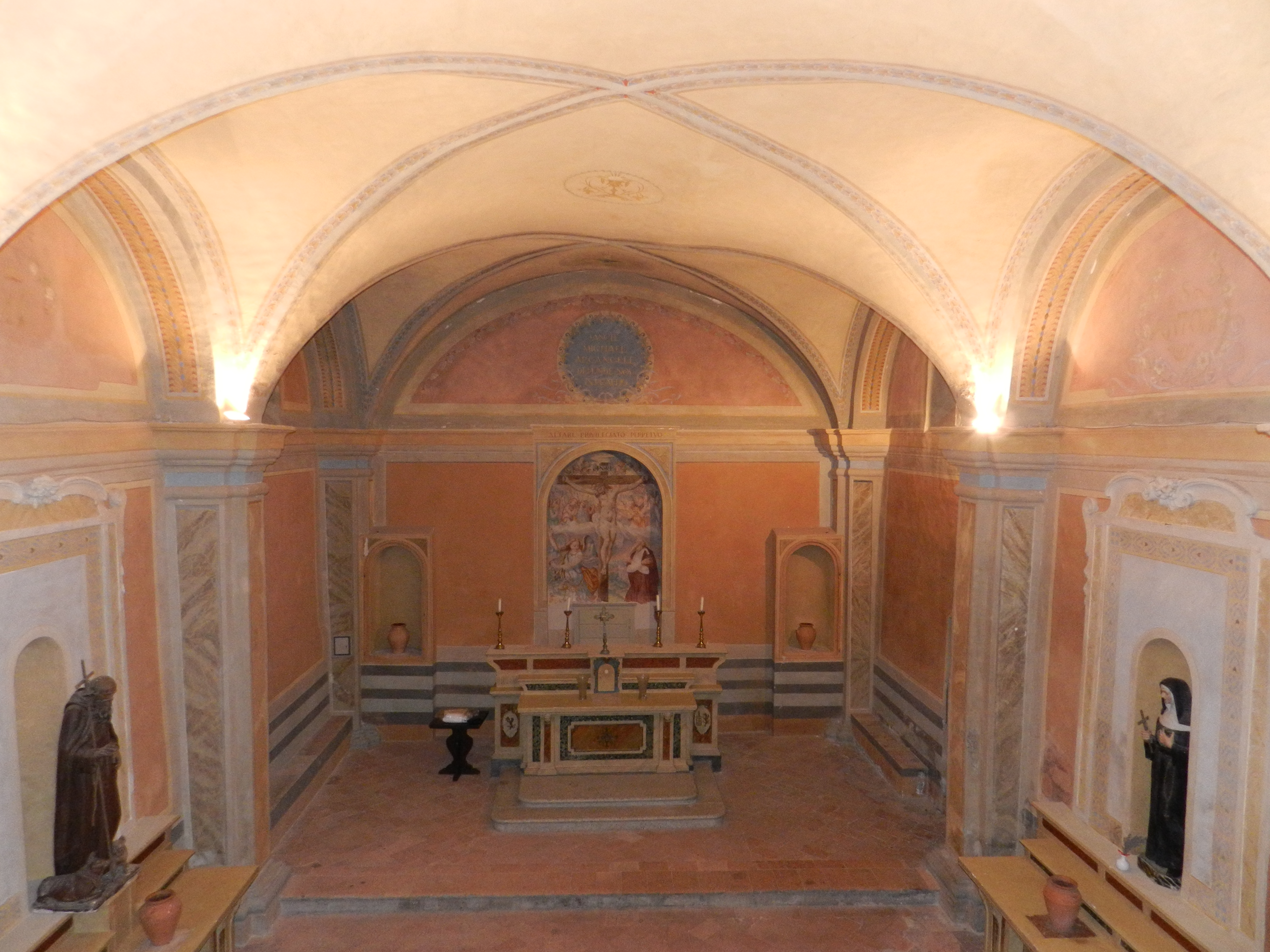
Kirche
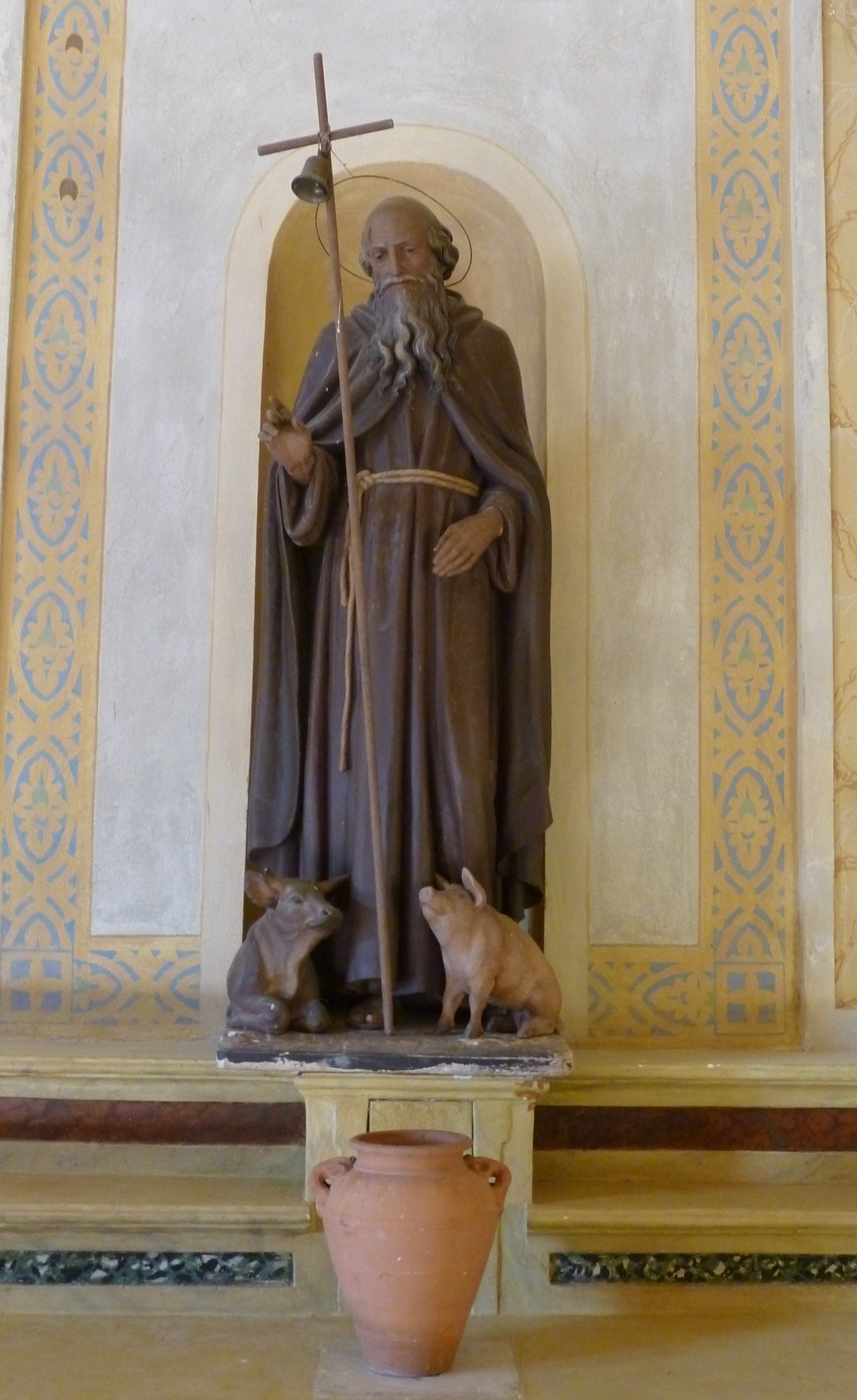
Sant’Antonio Abate
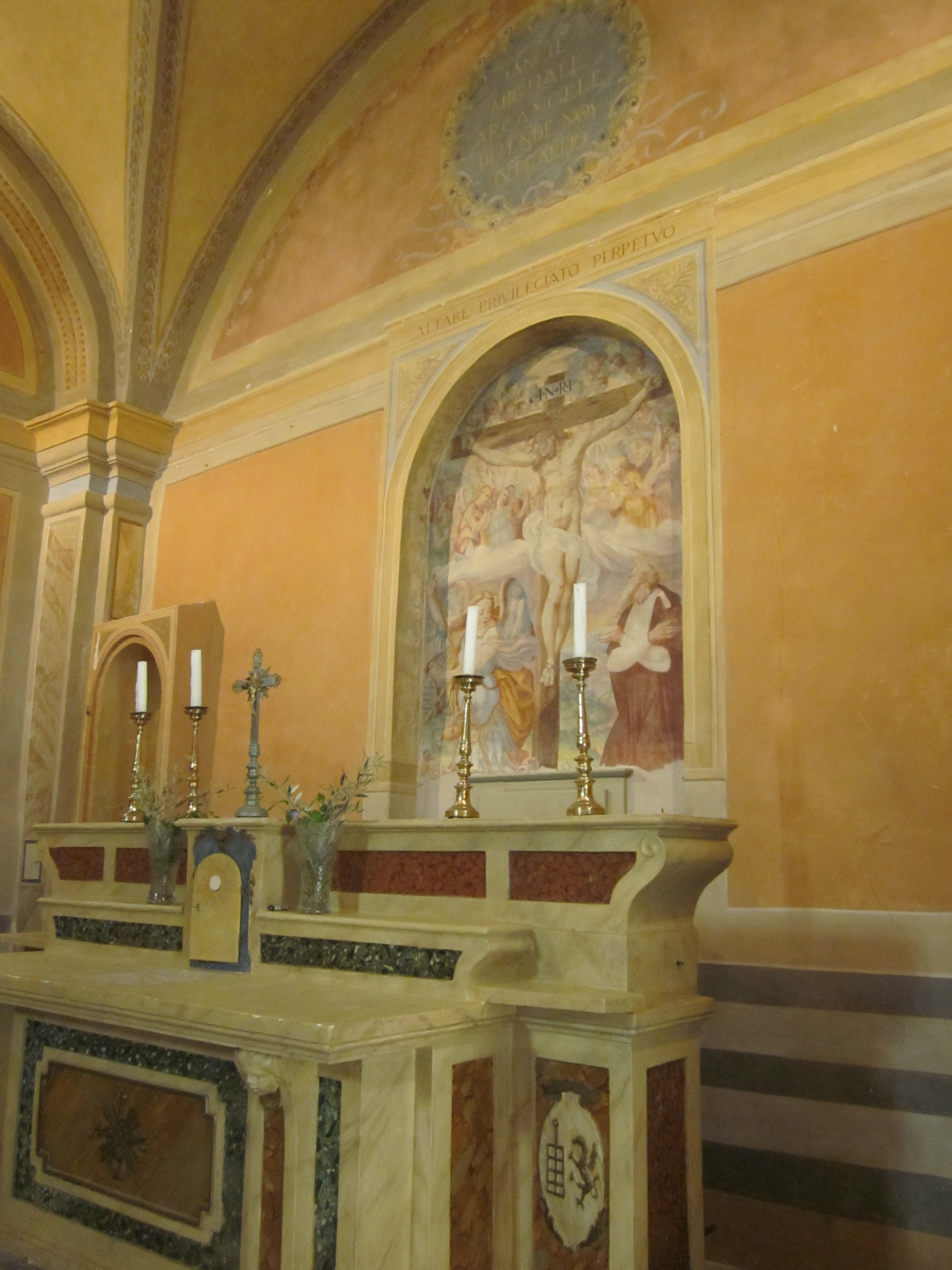
Altar